# La Ladrillera, Sinaloa
La Ladrillera är en ort i Mexiko.   Den ligger i kommunen Mocorito och delstaten Sinaloa, i den västra delen av landet, 1 100 km nordväst om huvudstaden Mexico City. La Ladrillera ligger 78 meter över havet och antalet invånare är 117.
Terrängen runt La Ladrillera är platt norrut, men söderut är den kuperad. Runt La Ladrillera är det ganska glesbefolkat, med 23 invånare per kvadratkilometer. Närmaste större samhälle är Guamúchil, 14,5 km väster om La Ladrillera. I omgivningarna runt La Ladrillera växer huvudsakligen savannskog.